# Landschaftsschutzgebiet Bigge-Lister-Bergland, Typ B
Das Landschaftsschutzgebiet Bigge-Lister-Bergland, Typ B mit 293 ha Flächengröße liegt im Kreis Olpe. Es wurde 2013 durch den Kreistag des Kreises Olpe als Landschaftsschutzgebiet (LSG) vom Typ A (Allgemeiner Landschaftsschutz) mit dem Landschaftsplan Nr. 1 Bigge- und Listertalsperre ausgewiesen. Das LSG befindet sich auf den Gebieten von Attendorn, Olpe und Drolshagen. Das LSG geht bis an Siedlungsränder.

## Beschreibung
Das LSG umfasst Wiesentäler und anderes Grünland um Biggesee und Listertalsperre im Landschaftsplangebiet. 

## Schutzzweck
Die Ausweisung erfolgte zur Sicherung und Erhaltung der natürlichen Erholungseignung und der Leistungsfähigkeit des Naturhaushaltes gegenüber den vielfältigen zivilisatorischen Ansprüchen an Natur und Landschaft. Ferner zum Schutz der Wiesentäler und der dortigen Fließgewässer.

## Rechtliche Vorschriften
Im Landschaftsschutzgebiet ist unter anderem das Errichten von Bauten und das Ableiten von Grundwasser, auch bei Staunässe, verboten.
Erstaufforstungen und auch die Neuanlage von Weihnachtsbaumkulturen, Schmuckreisig- und Baumschulkulturen unterliegen einer behördlichen Genehmigung der Unteren Naturschutzbehörde.